# Almería
Almería er en by og kommune i det sydøstlige Spanien i provinsen Almería ud mod Middelhavet. Den har et indbyggertal på 202.675 (2024) indbyggere.
Byen er hovedby i provinsen Almería. Byen blev grundlagt af maurerne i 955 for at styrke kontrollen over Middelhavet. Den ligger i et ørkenlandskab, som har betydet at mange spaghettiwesternfilm er blevet indspillet i området. Desuden er Afghanistan-scenerne i Susanne Biers film Brødre fra 2004 indspillet her. Byen er også kendt for sine naturisme, og den er et populært feriemål med en af årlig gennemsnitstemperaturer på 19 grader celsius.

## Klima
Byen har en årlig gennemsnitstemperaturer på 19 grader celsius.

## Sport og idræt
I byen ligger fodboldklubben UD Almería.